# 安格雷特里酒店

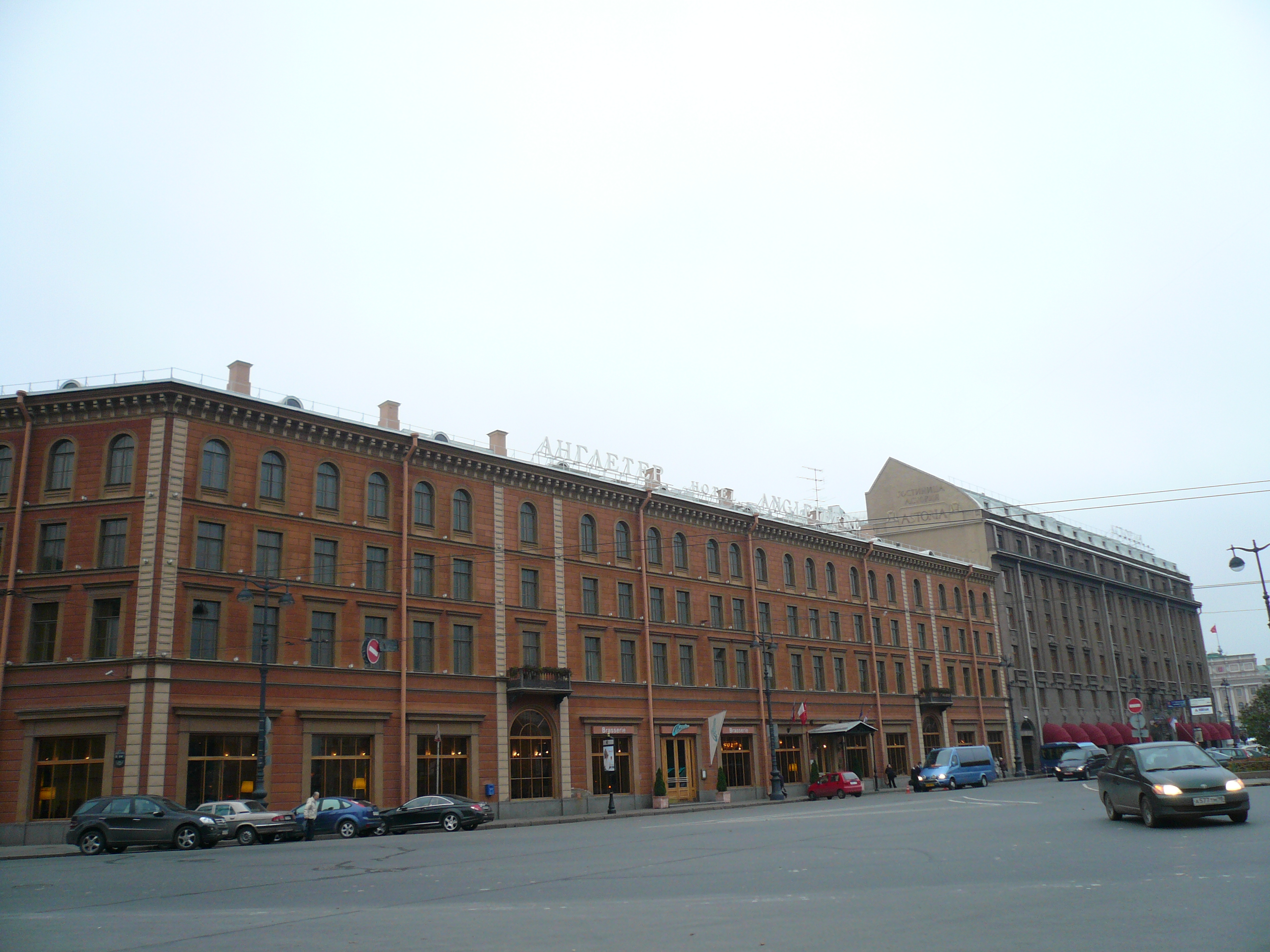

安格雷特里酒店（俄语：Англетер）是俄羅斯聖彼得堡的一家高級酒店，位於聖以撒廣場。安格雷特里酒店開業於1991年，系在一座開業於1840年的酒店的基礎之上改建而成。安格雷特里酒店共有192個房間，其中5間是套房。安格雷特里酒店的前身酒店開業於1840年，當時名為拿破崙酒店，托爾斯泰是這裡的常客。酒店在1886年至1889年改建，並改名為英格蘭酒店。1912年，鄰近的阿斯托里亞酒店開業。十月革命之後，安格雷特里酒店改名國際酒店。1985年，國際酒店關閉，並從1987年開始拆除改建為現在的安格雷特里酒店。
1925年12月28日，诗人谢尔盖·亚历山德罗维奇·叶赛宁在安格雷特里酒店的房间发现已自缢身亡，时年30岁。诗人死前在旅馆镜子上留下了他最后一首诗——《再见，我的朋友，再见》。

## 外部連結
- Official website （页面存档备份，存于）
- Angleterre Hotel （页面存档备份，存于） @ Encyclopaedia of Saint Petersburg

59°56′00″N 30°18′31″E / 59.9334°N 30.3086°E